# Новый район Шэньбэй
Новый район Шэньбэ́й (кит. упр. 沈北新区, пиньинь Shěnběi Xīn qū) — район городского подчинения города субпровинциального значения Шэньян (КНР). 

## История
В 1905 году здесь была построена станция КВЖД. Так как в то время здесь никакого населённого пункта не было, то из названия расположенной севернее деревни Синьчэнбао (新城堡村) взяли первые два иероглифа, а из названия расположенной юго-западнее деревни Цзюлигоуцзы (九里沟子村) — последний, и назвали станцию «Синьчэнцзы» (新城子站).
В 1948 году был образован район Синьчэнцзы (新城子区), подчинённый Шэньянскому управлению пригородных дел (沈阳市郊办事处). В 1952 году территория, подчинённая Управлению пригородных дел, была разделена на четыре Центральных района (中心区), и район Синьчэнцзы стал Центральным районом Синьчэнцзы (新城子中心区). В 1954 году Управление пригородных дел было упразднено, и были образованы четыре Пригородных района; Центральный район Синьчэнцзы стал Северным Пригородным районом (北郊区). В 1956 году он был передан в состав уезда Шэньян. В 1959 году уезд Шэньян был ликвидирован, и район вернулся в состав города Шэньян, вновь получив при этом название Синьчэнцзы. В 1966 году район был переименован в Юнхун (永红区), но в 1968 году ему было возвращено название Синьчэнцзы.
В 2006 году район Синьчэнцзы был переименован в Новый район Шэньбэй.

## Административное деление
Новый район Шэньбэй делится на 14 уличных комитетов.

## Транспорт
В районе Шэньбэй расположен транзитный сухой порт Чэнтун, в котором размещается беспошлинный логистический центр. Он специализируется на перевалке товаров из Японии, Южной Кореи, Вьетнама и Лаоса в страны Центральной Азии и Европы.